# Thonnelle
Thonnelle ist eine französische Gemeinde mit 115 Einwohnern (Stand: 1. Januar 2022) im Département Meuse in der Region Grand Est (bis 2015 Lothringen). Sie gehört zum Arrondissement Verdun und zum Kanton Montmédy. 

## Geografie
Thonnelle liegt etwa 53 Kilometer nördlich von Verdun nahe der Grenze zu Belgien an der Thonne. Umgeben wird Thonnelle von den Nachbargemeinden Thonne-le-Thil im Nordwesten und Norden, Breux im Nordosten, Avioth im Nordosten und Osten, Montmédy im Osten und Süden, Thonne-les-Près im Süden und Südwesten sowie Chauvency-le-Château im Südwesten und Westen.

## Bevölkerungsentwicklung
| Jahr                       | 1962 | 1968 | 1975 | 1982 | 1990 | 1999 | 2006 | 2011 | 2019 |
| Einwohner                  | 194  | 214  | 182  | 150  | 124  | 139  | 141  | 153  | 120  |
| Quellen: Cassini und INSEE |      |      |      |      |      |      |      |      |      |

## Sehenswürdigkeiten
- Kirche Saint-Hilaire aus dem 16. Jahrhundert
- Befestigungsanlage in der Maginot-Linie, 1934 erbaut

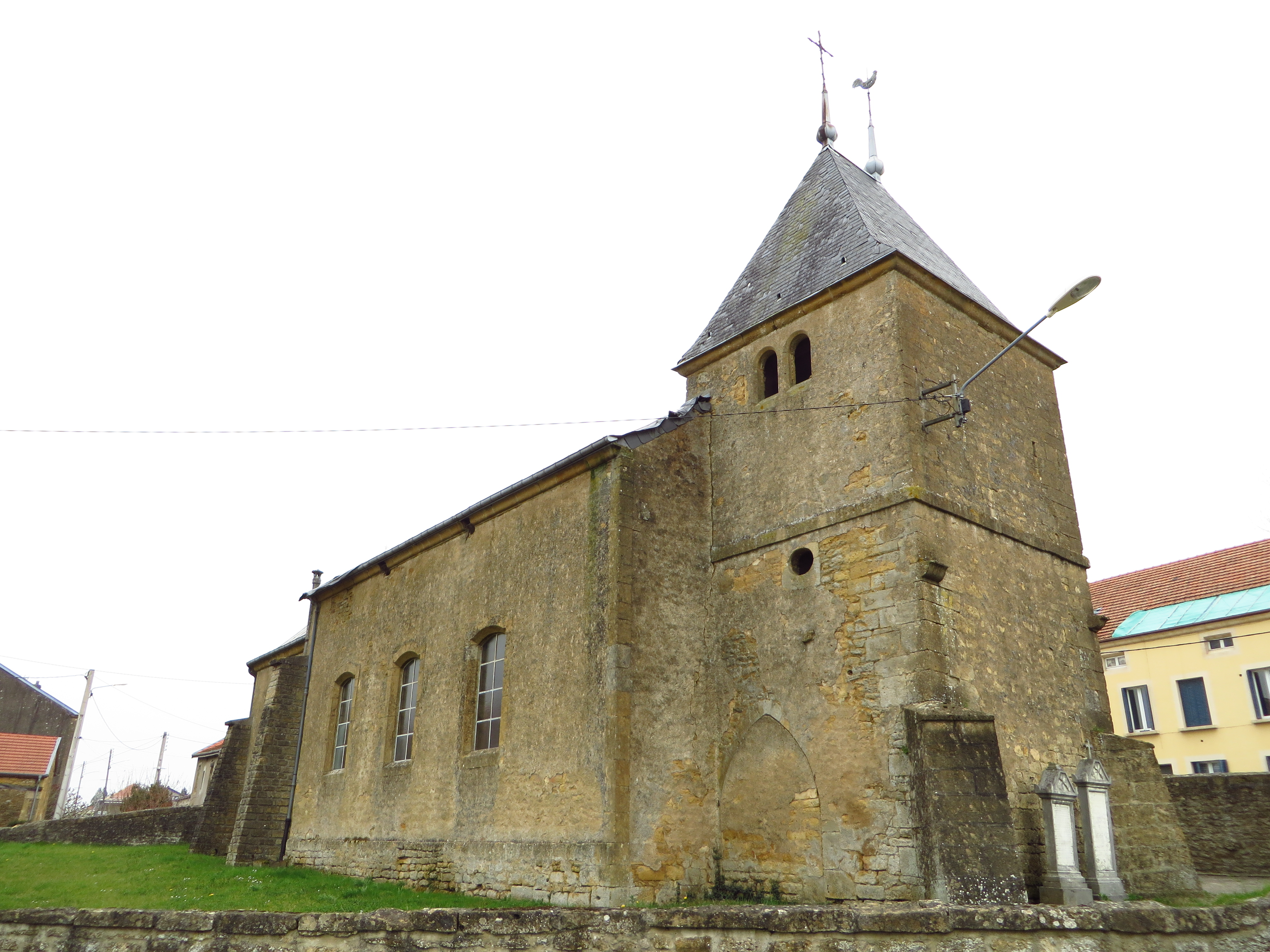
Kirche Saint-Hilaire
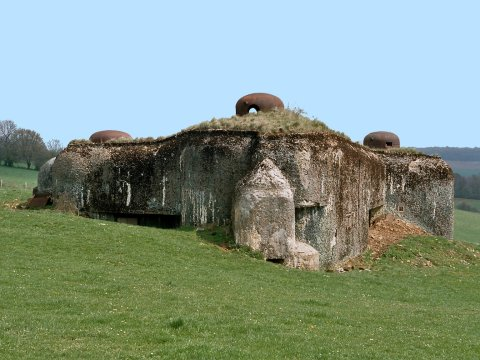
Befestigungsanlage in der Maginot-Linie